# حسن الكراني
حسن علي رضا خميس جمعة الكراني (ولد في 27 نوفمبر 1997 في المنامة، البحرين) لاعب كرة قدم بحريني يجيد اللعب في مركز الظهير الأيسر وبدرجة أقل الجناح الأيسر. يلعب حاليا لصالح المحرق الذي ينافس في الدوري البحريني الممتاز منذ 2019.

## المسيرة الرياضية

### الأندية
في 1 يوليو 2015 تم تصعيد الكراني (18 سنة) إلى الفريق الأول بنادي سترة. في موسمه الأول 2015-2016 وفي بطولة الدوري الممتاز ساهم في احتلال فريقه المركز العاشر الأخير بفارق نقطتين عن منطقة الأمان وبالتالي هبط إلى الدرجة الثانية. وفي بطولة كأس الملك خرج من مباراته الأولى عندما خسر في الدور 16 من الحد 0-3. وفي بطولة كأس الاتحاد البحريني فشل فريقه في التأهل إلى الدور النصف النهائي بعدما احتل المركز السادس في المجموعة الثانية بفارق 10 نقاط عن صاحب المركز الثاني الرفاع الشرقي.
في موسمه الثاني 2016-2017 وفي بطولة دوري الدرجة الثانية ساهم في احتلال فريقه المركز السادس بفارق 16 نقطة عن صاحب المركز الثاني الاتحاد المؤهل للصعود إلى الدوري الممتاز. وفي بطولة كأس الملك ساهم في وصول فريقه إلى الدور 16 حينها خسر من الأهلي 0-2. وفي بطولة كأس الاتحاد البحريني فشل فريقه في التأهل إلى الدور النصف النهائي بعدما احتل المركز الخامس في المجموعة الأولى بفارق 7 نقاط عن صاحب المركز الثاني البديع.
في موسمه الثالث 2017-2018 وفي بطولة دوري الدرجة الثانية ساهم في احتلال فريقه المركز السادس بفارق 23 نقطة عن صاحب المركز الثاني الحالة المؤهل للصعود إلى الدوري الممتاز. وفي بطولة كأس الملك خرج من مباراته الأولى عندما خسر في الدور التمهيدي من قلالي 0-1.
في موسمه الرابع والأخير 2018-2019 وفي بطولة دوري الدرجة الثانية ساهم في احتلال فريقه المركز الثالث بفارق 4 نقاط عن صاحب المركز الثاني البسيتين المؤهل للصعود إلى الدوري الممتاز. وفي بطولة كأس الملك ساهم في وصول فريقه إلى الدور 16 حينها خسر من الحد 0-3 في مجموع المباراتين. وفي بطولة كأس الاتحاد البحريني فشل فريقه في التأهل إلى الدور النصف النهائي بعدما احتل المركز الرابع في المجموعة الرابعة بفارق 5 نقاط عن المتصدر الرفاع الشرقي.
في 1 يوليو 2019 انتقل الكراني (22 سنة) من سترة إلى المحرق البحريني (الدوري الممتاز) في صفقة انتقال حر. في موسمه الأول 2019-2020 وفي بطولة الدوري الممتاز ساهم في احتلال فريقه المركز الثاني الوصيف بفارق نقطة واحدة عن البطل الحد. وفي بطولة كأس الملك ساهم في تتويج فريقه بالبطولة بعدما تغلب في المباراة النهائية على الحد 1-0 وليحقق الكراني أولى بطولاته مع الأندية. وفي بطولة كأس الاتحاد البحريني ساهم في تتويج فريقه بالبطولة بعدما تغلب في المباراة النهائية على البسيتين 4-1 وليحقق الكراني ثاني بطولاته مع الأندية. وفي بطولة كأس العرب للأندية الأبطال ساهم في فوز فريقه في الدور 32 على شباب قسنطينة الجزائري بأفضلية الأهداف خارج الأرض بعد تعادلهما 3-3 في مجموع المباراتين ليتأهل إلى الدور 16 حينها خسر من الاتحاد السكندري المصري 0-3 في مجموع المباراتين.
في موسمه الثاني 2020-2021 وفي بطولة الدوري الممتاز ساهم في احتلال فريقه المركز الرابع بفارق 18 نقطة عن البطل الرفاع. وفي بطولة كأس الملك خرج فريقه من الدور الربع النهائي حينها خسر من الأهلي 1-2. وفي بطولة كأس الاتحاد البحريني ساهم في تتويج فريقه بالبطولة بعدما تغلب في المباراة النهائية على الرفاع الشرقي 2-1 وليحقق الكراني ثالث بطولاته مع الأندية. وفي بطولة كأس الاتحاد الآسيوي ساهم تصدر فريقه المجموعة الثانية متفوقا على السلط الأردني المستضيف والأنصار اللبناني ومركز شباب بلاطة الفلسطيني ليتأهل إلى الدور النصف النهائي لمنطقة غرب آسيا حيث فاز على أرضه على العهد اللبناني 3-0 ليتأهل إلى المباراة النهائية لمنطقة غرب آسيا حيث فاز على الكويت الكويتي 2-0 ليتأهل إلى المباراة النهائية لبطولة كأس الاتحاد الآسيوي حيث تغلب على نسف قرشي الأوزبكستاني 3-0 وليحقق الكراني رابع بطولاته مع الأندية.
في موسمه الثالث 2021-2022 وفي بطولة الدوري الممتاز ساهم في احتلال فريقه المركز الرابع بفارق 15 نقطة عن البطل الرفاع. وفي بطولة كأس الملك ساهم في وصول فريقه إلى الدور الربع النهائي حينها خسر من الرفاع بركلات الترجيح. وفي بطولة كأس الاتحاد البحريني ساهم في تتويج فريقه بالبطولة بعدما تغلب في المباراة النهائية على الحد بركلات الترجيح وليحقق الكراني خامس بطولاته مع الأندية.
في 22 أغسطس 2022 انتقل الكراني من المحرق إلى الرفاع الشرقي البحريني (الدوري الممتاز) بالإعارة لمدة موسم واحد. في موسمه الوحيد 2022-2023 وفي بطولة الدوري الممتاز ساهم في احتلال فريقه المركز التاسع بفارق 3 نقاط عن منطقة الأمان فانتقل إلى ملحق الهبوط الذي أقيم بنظام الدوري من قسم واحد واحتل فريقه في نهاية المطاف المركز الأول وبقي في الدوري الممتاز. وفي بطولة كأس الملك خرج فريقخ من المباراة الأولى عندما خسر في الدور 16 من الحد 0-1. وفي بطولة كأس الاتحاد البحريني فشل فريقه في التأهل إلى الدور النصف النهائي بعدما احتل المركز الثالث في المجموعة الرابعة بفارق 4 نقاط عن المتصدر البحرين. وفي بطولة كأس الاتحاد الآسيوي خسر فريقه في الدور النصف النهائي لمنطقة غرب آسيا من الرفاع البحريني بركلات الترجيح. في 30 يونيو 2023 انتقل الإعارة وعاد الكراني إلى المحرق.

### المنتخبات
في 1 فبراير 2022 قرر المدرب البرتغالي استدعاء الكراني (25 سنة) للمشاركة في أولى مبارياته الدولية مع البحرين وكانت أمام الكونغو الديمقراطية وانتهت المباراة بفوز البحرين 1-0.

## الإنجازات
- المحرق (5)
  - كأس ملك البحرين (1): 2020/2019
  - كأس الاتحاد البحريني (3): 2020/2019 - 2021/2020 - 2022/2021
  - كأس الاتحاد الآسيوي (1): 2021